# Kanton Caulnes
Der Kanton Caulnes war bis 2015 ein französischer Wahlkreis im Arrondissement Dinan, im Département Côtes-d’Armor und in der Region Bretagne; sein Hauptort war Caulnes.

## Gemeinden
| Gemeinde              | Bretonisch         | Einwohner (2022) | Fläche (km²) | Code postal | Code Insee |
| --------------------- | ------------------ | ---------------- | ------------ | ----------- | ---------- |
| Caulnes               | Kaon               | 2.506            | 31.36        | 22350       | 22032      |
| La Chapelle-Blanche   | Ar Chapel-Wenn     | 211              | 7.92         | 22350       | 22036      |
| Guenroc               | Gwenroc’h          | 217              | 7.39         | 22350       | 22069      |
| Guitté                | Gwitei             | 711              | 14.53        | 22350       | 22071      |
| Plumaudan             | Pluvaodan          | 1.403            | 17.83        | 22350       | 22239      |
| Plumaugat             | Pluvaelgad         | 1.156            | 40.43        | 22250       | 22240      |
| Saint-Jouan-de-l’Isle | Sant-Yowan-an-Enez | 456              | 8.09         | 22350       | 22305      |
| Saint-Maden           | Sant-Maden         | 220              | 6.56         | 22350       | 22312      |
| Kanton                | Kaon               | 6.513            | 134.11       | -           | 2206       |

## Bevölkerungsentwicklung
| 1962 | 1968 | 1975 | 1982 | 1990 | 1999 | 2006 | 2012 |
| ---- | ---- | ---- | ---- | ---- | ---- | ---- | ---- |
| 6133 | 5958 | 5732 | 5472 | 5379 | 5298 | 5850 | 6513 |